# Annette Peulvast-Bergeal
Annette Peulvast-Bergeal, née Annette Bergeal le 21 août 1946 à Mantes-la-Ville (Seine-et-Oise), est une femme politique française, membre du Parti socialiste.
Elle est députée de la 8e circonscription des Yvelines entre 1997 et 2002 et maire de Mantes-la-Ville entre 1995 et 2008.

## Biographie
Elle est la fille d'Aimé Bergeal, sénateur-maire de Mantes-la-Ville et conseiller général. Elle s'implique tôt en politique puisque son père lui demande de l'aider à écrire ses discours.
Annette Peulvast-Bergeal est agrégée d'histoire.

## Carrière politique
Elle devient membre du Parti socialiste en 1969. En 1977, elle se présente en politique sur la liste de Jacques Boyer et devient conseillère municipale PS de Mantes-la-Ville. Le maire élu est René Martin, membre Parti communiste français qui remplace André Peulvast. Martin lui confie la gestion des transports scolaires et l'objectif de faire venir le Conservatoire national des arts et métiers (CNAM) à Mantes-la-Ville. En 1983, elle est conseillère municipale PS du nouveau maire, Georges Godin (PCF). En 1989, Annette Peulvast-Bergeal devient première adjointe ainsi que conseillère politique du maire Jacques Boyer (PS). Celui-ci est également président du district urbain de Mantes qui s’est transformé en communauté d'agglomération de Mantes-en-Yvelines (CAMY).
En 1992, elle est élue conseillère régionale d'Île-de-France dans l'opposition PS. La majorité est présidée par Michel Giraud (RPR).
Enfin en 1995, elle est élue maire de Mantes-la-Ville avec un score de 50,06 % face à la droite et au Front national (FN). Elle succède à Jacques Boyer.
Le 21 avril 1997, Jacques Chirac, élu depuis deux années à la présidence de la République, décide de dissoudre l'Assemblée nationale. Des élections anticipées sont prévues en mai et juin 1997. Annette Peulvast-Bergeal se présente sous l'étiquette du Parti socialiste. À l'issue du premier tour, trois candidats sont présents au second tour : le député sortant Pierre Bédier (RPR) avec un score de 26,38 % (RPR), Marie-Caroline Le Pen (FN) arrivée en tête avec un score de 28,48 %, et Annette Peulvast-Bergeal en troisième position avec un score de 24,56 % (PS).
Entre les deux tours, Jean-Marie Le Pen vient soutenir sa fille Marie-Caroline le vendredi 30 mai 1997. Il plaque contre le mur la candidate socialiste, Annette Peulvast-Bergeal, portant son écharpe d'élue en tenant des propos injurieux. Jean-Marie Le Pen est condamné à deux ans d'inéligibilité (réduits à un an par la cour d'appel, qui ajoute 8 000 francs d'amende) et trois mois de prison avec sursis par le Tribunal correctionnel de Versailles pour ces violences,.
Lors du deuxième tour du 1er juin 1997, Annette Peulvast-Bergeal est élue avec un score de 40,29 %. Pierre Bédier obtient 35,62 %, Marie-Caroline Le Pen 24,09 %.
En 2002, elle se représente dans la 8e circonscription où elle est battue par Pierre Bédier (UMP) dans un contexte national défavorable pour la gauche.
En 2008, elle se rapproche stratégiquement de Pierre Bédier, son adversaire UMP. Elle est décorée de la Légion d'honneur en mars 2008 par ce dernier qui a voulu récompenser son « travail remarquable ». À l'élection municipale de 2008, elle ne se représente pas, après 13 années passées à la mairie.
Elle présente sa candidature à l'élection municipale de 2014 à Mantes. Le PS ayant investi une liste menée par la maire sortante Monique Brochot, avec laquelle les relations personnelles sont tendues, Annette Peulvast-Bergeal mène une liste sans étiquette mais marquée à gauche. Elle rend de nouveau sa carte du PS après avoir ré-adhéré à partir de janvier 2013 (elle a quitté le parti en 2008). Finalement, au soir du second tour, la liste FN menée par Cyril Nauth remporte l'élection, avec 61 voix de plus que la liste de Monique Brochot sur laquelle figurent des membres d'autres partis de gauche, et devant la liste d'Annette Peulvast-Bergeal qui arrive en troisième position,.

## Mandats électifs
- 1977–1989 et 2014 –  : Conseillère municipale (PS)
- 1989–1995 : Première adjointe au maire (PS) de Mantes-la-Ville
- 1992–1997 : Conseillère régionale d'Île-de-France (PS)
- 1995–2008 : Maire de Mantes-la-Ville
- 1999–2008 : Vice-présidente de la Communauté d'agglomération de Mantes-en-Yvelines (CAMY)
- 1997–2002 : Députée de la 8e circonscription des Yvelines

## Distinction
- Chevalière de la Légion d'honneur, par décret du 13 juillet 2007[13]